# 촐리코펜
촐리코펜(독일어: Zollikofen)은 스위스 베른주의 베른-미텔란트구에 있는 자치체이다. 이곳은 베른의 수도의 교외로 스위스 농업 대학(SHL)이 있는 곳이다.

## 지리

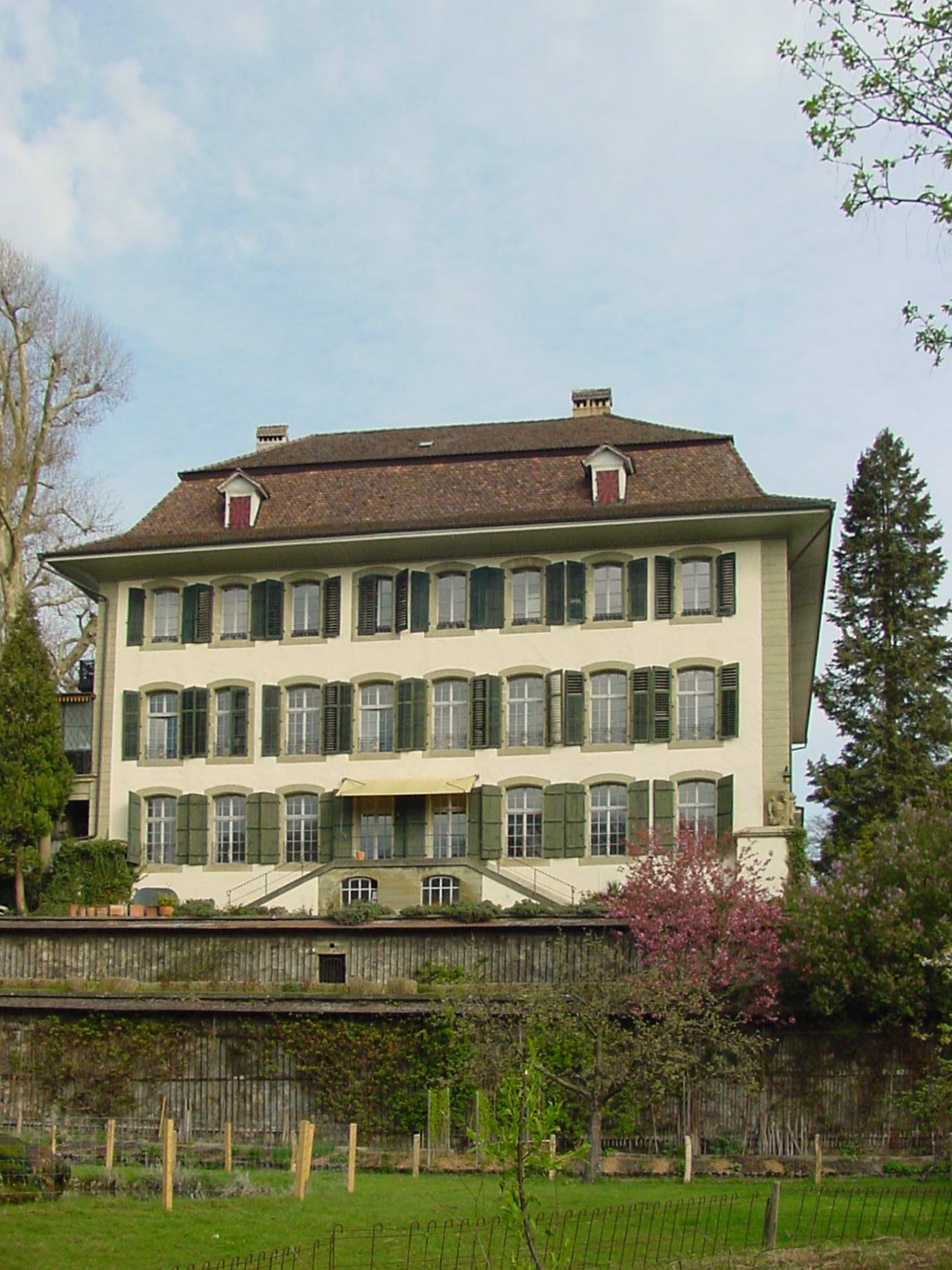
촐리코펜의 라이헨바흐성

촐리코펜의 면적은 5.39k㎡이다. 이 면적 중 2.39k㎡ (44.3%)가 농업 목적으로 사용되는 반면 0.68k㎡ (12.6%)는 삼림으로 사용된다. 나머지 토지 중 2.27k㎡ (42.1%)가 정착(건물 또는 도로), 0.07k㎡(1.3%)가 강이나 호수이다.
건축면적 중 공업용 건물이 전체 면적의 4.1%, 주택과 건물이 27.1%, 교통 기반시설이 8.0%를 차지했다. 공원, 녹지대, 운동장이 2.2%를 차지했다. 산림면적 중 11.3%는 산림이 우거져 있고 1.3%는 과수원이나 작은 나무 군락으로 덮여 있다. 농경지 중 33.2%는 작물 재배에 사용되며 10.4%는 목초지이다. 시정촌의 모든 물은 흐르는 물이다.
2009년 12월 31일에 시정촌의 이전 지역인 베른구가 해산되었다. 다음 날 2010년 1월 1일에 새로 설립된 베른-미텔란트구에 합류했다.

## 인구통계

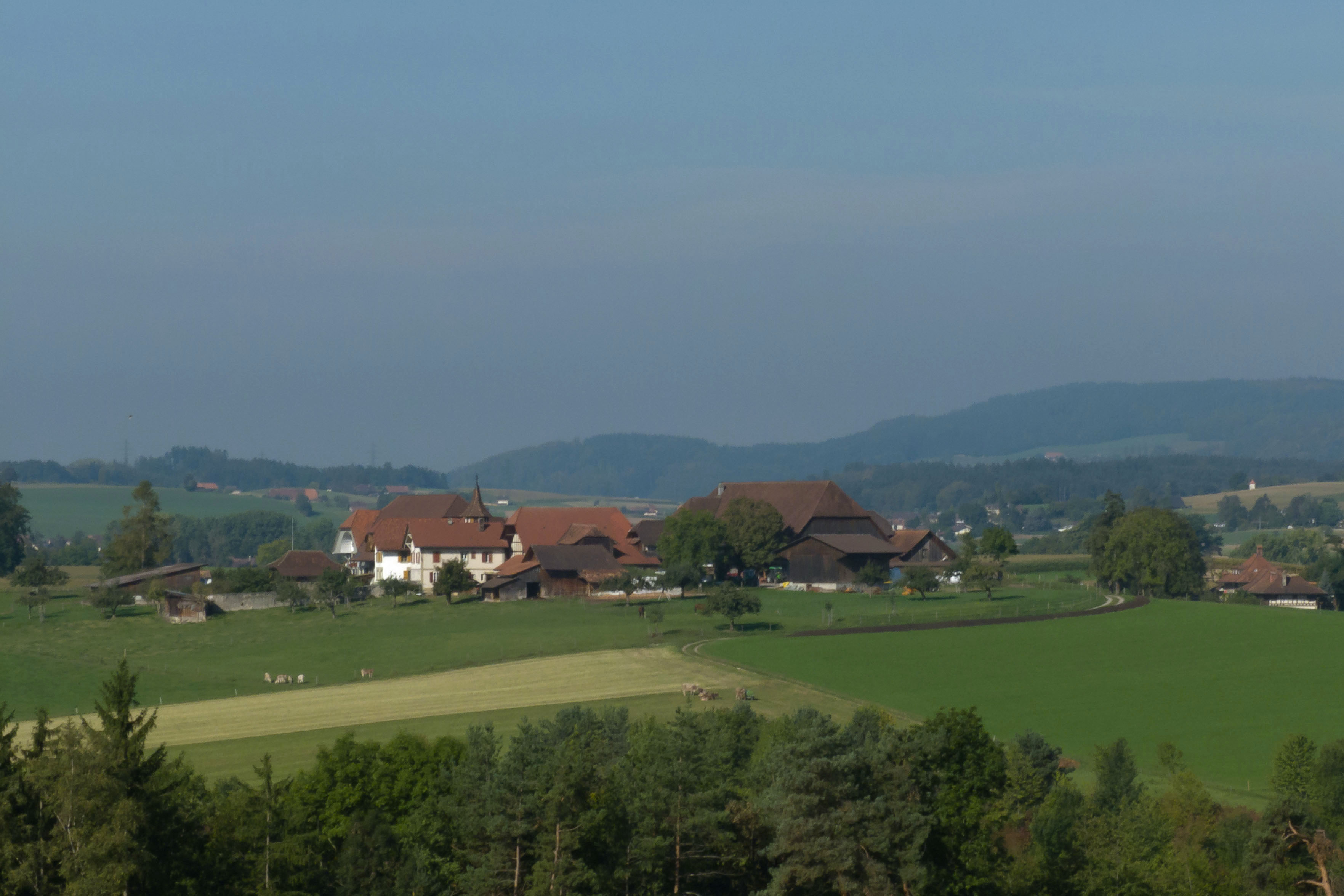
뷜리코펜 마을

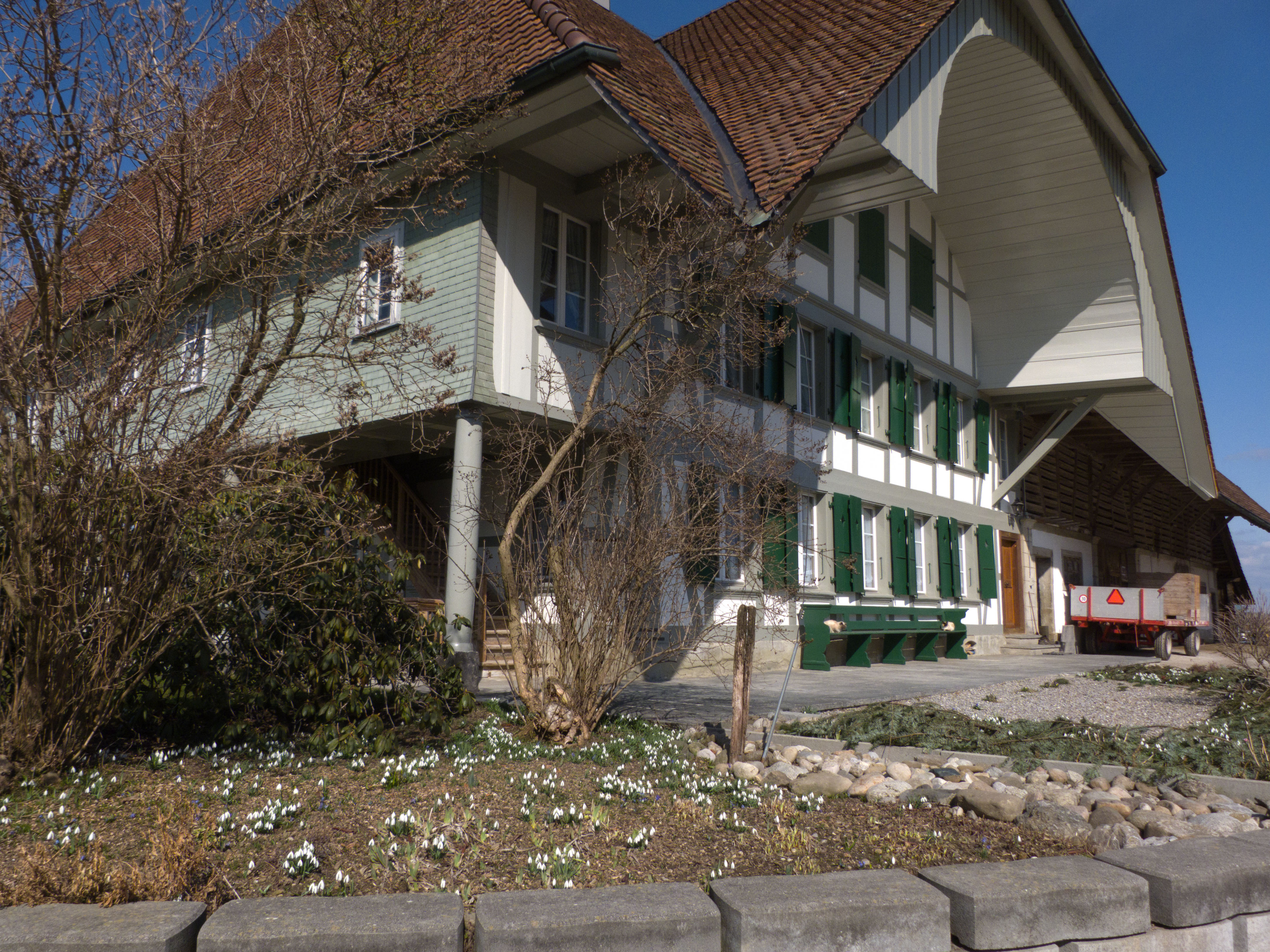
뷜리코펜의 농장

2020년 12월 기준, 촐리코펜의 인구는 10,640명이다. 2010년 기준으로 인구의 18.4%가 거주 외국인이다. 2000년부터 2010년까지 지난 10년 동안 인구는 6.1%의 비율로 변화했다. 이주가 5.6%, 출생 및 사망이 2.1%를 차지했다.
2000년 기준, 인구 대부분인 8,173명(86.6%)이 독일어를 모국어로 사용하고, 이탈리아어가 266명(2.8%)으로 두 번째로 많이 사용하고, 프랑스어가 230명(2.4%)으로 세 번째로 사용된다. 로만슈어를 구사하는 사람은 13명이다.
2008년 기준으로 인구는 남성 48.6%, 여성 51.4%이다. 인구는 3,820명의 스위스 남성(인구의 38.9%)과 956명(9.7%)의 비스위스계 남성으로 구성되었다. 스위스 여성은 4,203명(42.8%), 비스위스계 여성은 852명(8.7%)이었다. 지자체의 인구 중 1,646 또는 약 17.4%가 촐리코펜에서 태어나 2000년에 그곳에서 살았다. 같은 주에서 태어난 3,892명(41.2%)이 있었고, 1,909명(20.2%)는 스위스 타지에서 태어났다. 1,567명(16.6%)이 스위스 이외의 외국 지역에서 태어났다.
2010년 기준으로 아동·청소년(0~19세)이 19.1%, 성인(20~64세)이 60.4%, 노인(64세 이상)이 20.5%를 차지한다.
2000년 기준으로 시구정촌에 미혼이거나, 독신인 사람은 3,784명이다. 기혼자는 4,558명, 미망인은 561명, 이혼한 사람은 534명이다.
2000년 현재 1인 가구는 1,501가구, 5인 이상 가구는 162가구이다. 2000 년에는 총 4,066가구(전체의 93.1%)가 영구임대되었고, 194가구(4.4%)가 계절적으로, 106가구(2.4%)가 비어있었다. 2010년 기준 신규주택 건설률은 인구 1000명당 0.3세대였다. 2011년 시정촌 공실률은 1.25%였다.
역사적 인구는 다음 차트에 나와 있다.

## 국가중요문화재
스위스 우유 생산 기록보관소(Archiv Schweizer Milchproduzenten) 및 라이헨바흐성은 국가적으로 중요한 스위스 유산으로 등록되어 있다. 뷔엘리코펜/그라벤의 작은 마을은 스위스 유산 목록의 일부이다.

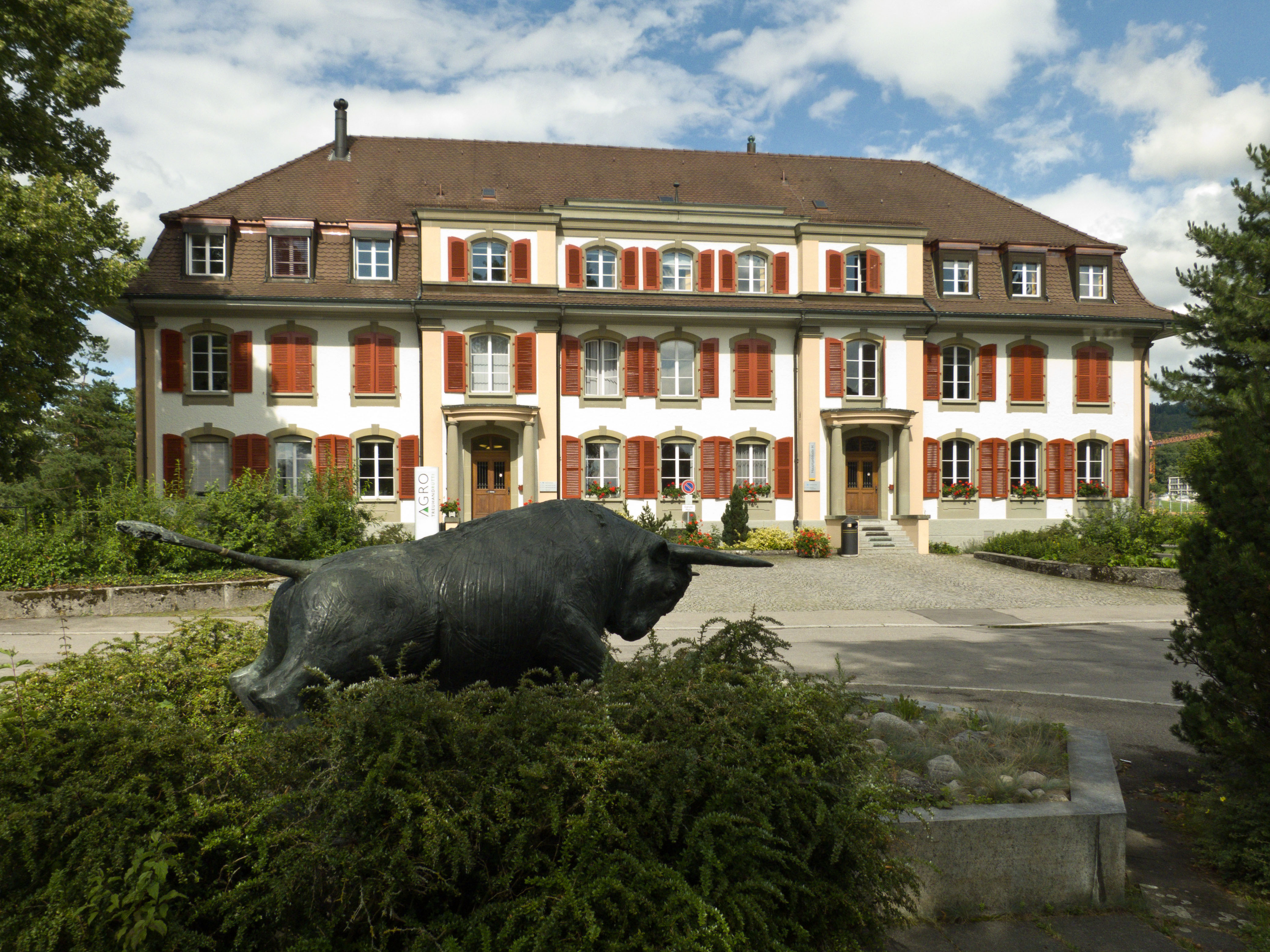
스위스 우유 생산 기록보관소
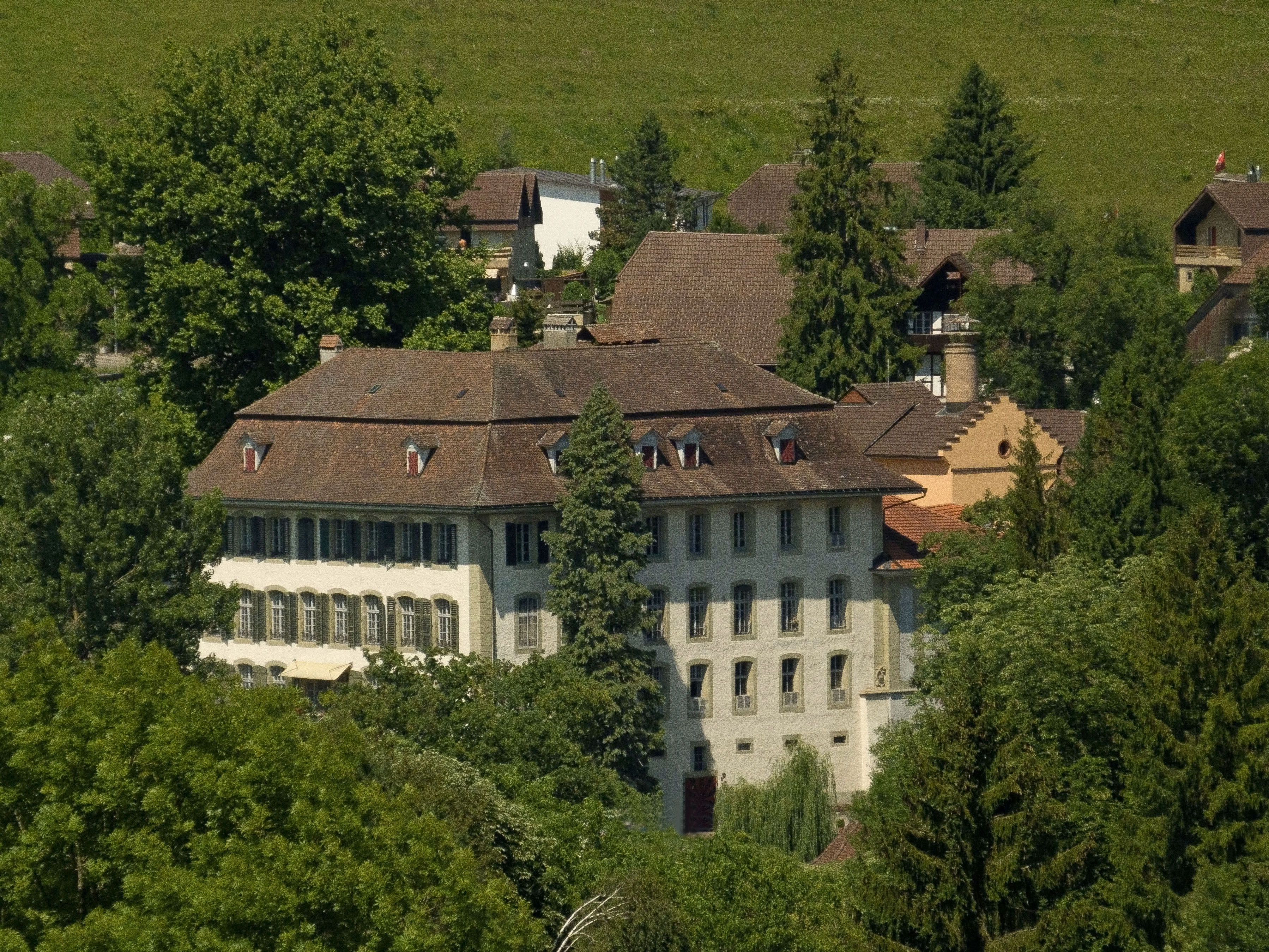
라이헨바흐성

## 볼거리

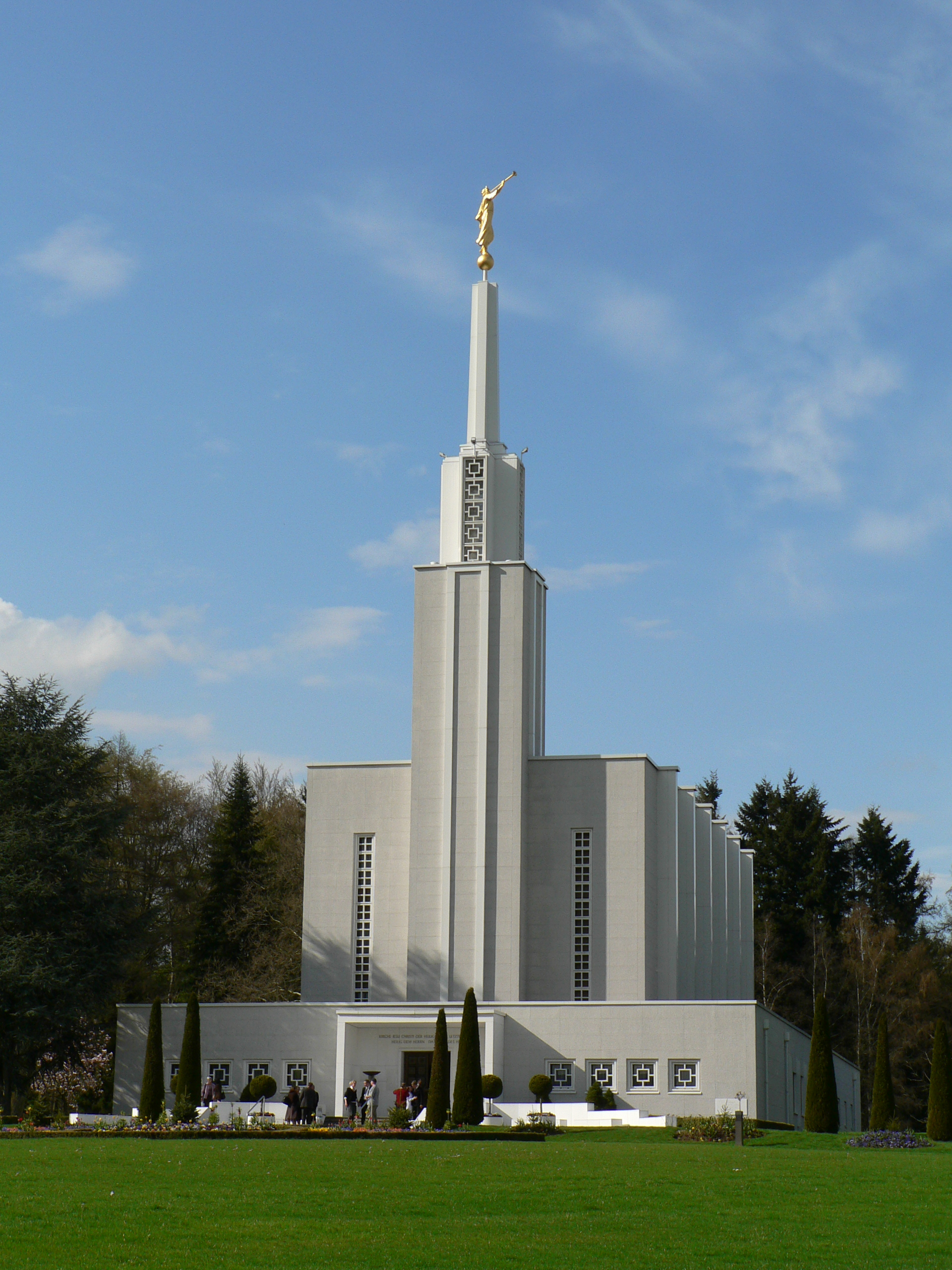
촐리코펜 근처의 LDS 성전

스위스 베른 성전(이전 스위스 성전)은 예수 그리스도 후기 성도 교회(후기 성도 교회라고도 함)의 성전이다. 건물이 뮌헨부히제에 있지만, 우편 주소는 촐리코펜으로 지정된다. 그것은 유럽에서 건축된 최초의 후기 성도 성전이자 미국과 캐나다 이외의 지역에서 건축된 최초의 성전이었다. 성전은 1955년 9월 11일 데이비드 오 맥케이 회장이 헌납했다. 1992년에 고든 비 힝클리 회장이 이곳을 재헌납했다. 성전 부지는 방문객들에게 개방되어 있지만, 양호한 상태의 교회 회원만이 성전에 들어갈 수 있다.

## 정치
2011년 연방 선거에서 가장 인기 있는 정당은 23.2%의 득표율을 기록한 SVP였다. 다음으로 가장 인기 있는 3개 정당은 SPS (20.1%), BDP (15.3%), FDP (11.8%)였다. 이번 연방 총선에서 총 3,809표가 투표되었고, 투표율은 55.9%였다.

## 경제

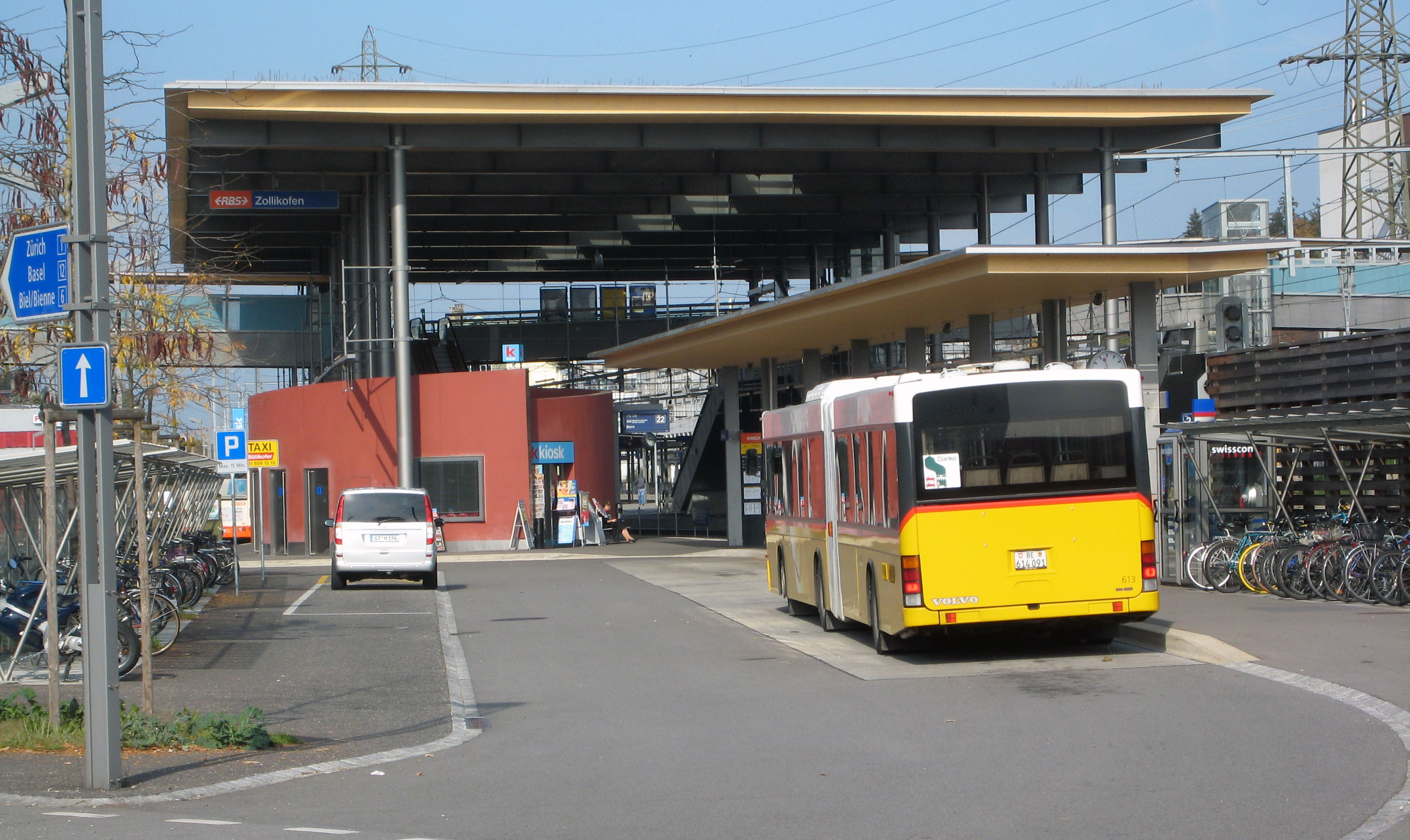
촐리코펜역

2011년 기준으로 촐리코펜의 실업률은 3.17%이다. 2008년 기준으로 자치단체에 고용된 사람은 총 4,776명이다. 이 중 1차 경제 부문에 145명이 고용되었고, 이 부문에 약 16개 기업이 참여했다. 1,211명이 2차 부문에 고용되었고, 이 부문에 75개의 기업이 있었다. 3,420명이 3차 부문에 고용되었으며, 이 부문에는 261개의 기업이 있다.
2008년에는 총 4,019개의 정규직 동등 일자리가 있었다. 1차 부문의 일자리 수는 116개였으며 모두 농업에 있었다. 2차산업의 일자리 수는 1,137개였으며 그 중 제조업이 814개(71.6%), 건설업이 298개(26.2%)였다. 3차 부문의 일자리는 2,766개였다. 3차 부문에서; 601개(21.7%)는 도소매 또는 자동차 수리업, 148개(5.4%)는 물품 이동 및 보관, 85개(3.1%)는 호텔 또는 레스토랑, 70 또는 2.5%는 정보 산업에 종사했다. 194개(7.0%)가 보험 또는 금융 산업, 311개(11.2%)가 기술 전문가 또는 과학자, 218개(7.9%)가 교육, 615개(22.2%)가 의료 분야였다.
2000년 기준 자치단체로 통근하는 근로자는 4,032명, 출퇴근자는 3,653명이었다. 지자체는 근로자의 순수입 지자체이며, 1명이 전출할 때마다 약 1.1명의 근로자가 지자체에 들어간다. 근로 인구의 40.8%가 대중교통을 이용하여 출퇴근하고 36.8%가 자가용을 이용하였다.

## 종교
2000년 인구 조사에 따르면 1,892명(20.0%)이 로마 가톨릭 신자이고, 5,395명(57.2%)이 스위스 개혁 교회에 속해 있다. 나머지 인구 중 정교회 교인은 154명(인구의 약 1.63%), 천주교 교인은 8명(인구의 약 0.08%), 560명이었다. 다른 기독교 교회에 속한 개인(또는 인구의 약 5.93%). 유대인은 6명(인구의 약 0.06%)이었고, 무슬림은 414명(인구의 약 4.39%)이었다. 불교도는 67명, 불교도는 66명이었다. 힌두교인과 다른 교회에 속한 3인. 826명(인구의 약 8.75%)이 교회에 속하지 않고, 불가지론자 또는 무신론자이며, 321명(인구의 약 3.40%)이 질문에 대답하지 않았다.

## 교육
촐리코펜에서는 인구의 약 3,906명(41.4%)이 비필수 고등교육을 이수했으며, 1,508명(16.0%)이 추가 고등교육( 대학 또는 응용학문대학)을 마쳤다. 고등교육을 이수한 1,508명 중 67.6%가 스위스 남성, 23.8%가 스위스 여성, 5.3%가 비스위스계 남성, 3.3%가 비스위스계 여성이었다.
베른주의 학교 시스템은 1년의 의무 없는 유치원, 6년의 초등학교를 제공한다. 이후 3년 동안의 의무적 중학교 과정을 거쳐 학생을 능력과 적성에 따라 구분한다. 중학교 이하 학생들은 추가 교육을 받거나, 견습과정에 들어갈 수 있다.
2009-10학년도 동안 촐리코펜의 수업에 총 1,081명의 학생이 참석했다. 시정촌에는 총 186명의 학생이 있는 9개의 유치원 수업이 있었다. 유치원생 중 33.3%는 스위스의 영주권 또는 임시 거주자(시민권 아님)였으며, 41.9%는 교실 언어와 다른 모국어를 사용한다. 지자체에는 28개의 초등 학급과 538명의 학생이 있었다. 초등학생 중 32.0%는 스위스의 영주권 또는 임시 거주자(시민권 아님)였으며, 44.6%는 교실 언어와 다른 모국어를 사용한다. 같은 해에 총 217명의 학생이 있는 13개의 중학교가 있었다. 스위스의 영주권자 또는 임시 거주자(시민권 아님)가 30.9%이고, 36.4%가 교실 언어와 다른 모국어를 사용한다.
2000년 기준으로 촐리코펜에는 다른 지자체에서 온 166명의 학생이 있었고, 312명의 주민은 지방자치단체 외부의 학교에 다녔다.
촐리코펜에는 BFH 스위스 농업대학 SHL 도서관이 있다. 도서관은 2008년 현재 8,058권의 책 또는 기타 매체를 보유하고 있으며 같은 해에 3,231개 항목을 대출했다. 그해에는 주당 평균 42시간씩 총 200일 동안 문을 열었다.

## 기후
| 베른/촐리코펜의 기후     | 베른/촐리코펜의 기후 | 베른/촐리코펜의 기후 | 베른/촐리코펜의 기후 | 베른/촐리코펜의 기후 | 베른/촐리코펜의 기후 | 베른/촐리코펜의 기후 | 베른/촐리코펜의 기후 | 베른/촐리코펜의 기후 | 베른/촐리코펜의 기후 | 베른/촐리코펜의 기후 | 베른/촐리코펜의 기후 | 베른/촐리코펜의 기후 | 베른/촐리코펜의 기후 |
| 월                       | 1월                  | 2월                  | 3월                  | 4월                  | 5월                  | 6월                  | 7월                  | 8월                  | 9월                  | 10월                 | 11월                 | 12월                 | 연간                 |
| ------------------------ | -------------------- | -------------------- | -------------------- | -------------------- | -------------------- | -------------------- | -------------------- | -------------------- | -------------------- | -------------------- | -------------------- | -------------------- | -------------------- |
| 일평균 최고 기온 °C (°F) | 2.2 (36.0)           | 4.6 (40.3)           | 8.5 (47.3)           | 12.6 (54.7)          | 17.2 (63.0)          | 20.6 (69.1)          | 23.5 (74.3)          | 22.7 (72.9)          | 19.4 (66.9)          | 13.7 (56.7)          | 7.1 (44.8)           | 3 (37)               | 12.9 (55.2)          |
| 일일 평균 기온 °C (°F)   | −1.2 (29.8)          | 0.5 (32.9)           | 3.7 (38.7)           | 7.3 (45.1)           | 11.5 (52.7)          | 14.9 (58.8)          | 17.3 (63.1)          | 16.4 (61.5)          | 13.3 (55.9)          | 8.6 (47.5)           | 3.1 (37.6)           | −0.3 (31.5)          | 7.9 (46.2)           |
| 일평균 최저 기온 °C (°F) | −3.7 (25.3)          | −2.4 (27.7)          | −0.1 (31.8)          | 3 (37)               | 6.9 (44.4)           | 10.1 (50.2)          | 12.1 (53.8)          | 11.7 (53.1)          | 9 (48)               | 5.3 (41.5)           | 0.5 (32.9)           | −2.6 (27.3)          | 4.2 (39.6)           |
| 평균 강수량 mm (인치)    | 66 (2.6)             | 58 (2.3)             | 70 (2.8)             | 84 (3.3)             | 108 (4.3)            | 121 (4.8)            | 104 (4.1)            | 113 (4.4)            | 84 (3.3)             | 73 (2.9)             | 81 (3.2)             | 67 (2.6)             | 1,028 (40.5)         |
| 평균 강수일수            | 10                   | 9.8                  | 11.3                 | 11.6                 | 13.7                 | 11.8                 | 10                   | 10.9                 | 8.1                  | 8                    | 10.1                 | 10.2                 | 125.5                |
| 출처: MeteoSchweiz       |                      |                      |                      |                      |                      |                      |                      |                      |                      |                      |                      |                      |                      |

## 교통
시정촌에는 촐리코펜, 오버촐리코펜, 운터촐리코펜 및 슈타이니바흐의 4개 기차역이 있다. 후자의 2개는 촐리코펜의 중심에서 끝나는 협궤 촐리코펜-베른선에 있다. 촐리코펜 및 오버촐리코펜은 협궤 졸로투른-붸브라우펜선에 있으며, 촐리코펜은 빌/비엔 및 툰까지 표준궤 간선 연결을 제공한다.